# Dominance (graf)

Červeně jsou označeny dominující vrcholy grafu

Dominancí grafu označujeme mohutnost minimální dominující množiny vrcholů. Dominující množinou je taková množina vrcholů, která svou množinou sousedních vrcholů pokrývá všechny zbývající vrcholy grafu.